# Flughafen Corpus Christi

i7
i11
i13
Der Corpus Christi International Airport (IATA-Code: CRP, ICAO-Code: KCRP) ist ein öffentlicher Flughafen auf 13 m Seehöhe 10 km westlich von Corpus Christi, Texas, in den Vereinigten Staaten. Die Fläche des Flughafens beträgt 994 ha. Er hat zwei Asphaltpisten mit 2289 m und 1853 m Länge und jeweils 46 m Breite.

## Geschichte
Der Bau des städtischen Flughafens begann im Sommer 1928 auf einem etwa 180 Hektar großen Grundstück, das für 27.621 $ an der alten Brownsville Road erworben wurde. Der reguläre Personenverkehr begann im März 1929 mit Diensten nach Brownsville und San Antonio. Am 1. Juni 1932 nahm American Airways (jetzt American Airlines) den Passagierdienst in der Stadt auf, aber von größerer Bedeutung war die Abwicklung des regulären Luftpostdienstes für die Stadt.
1935 flog Braniff mit Lockheed Model 10 Electras Brownsville – Corpus Christi – San Antonio – Austin – Waco – Fort Worth – Dallas Love Field. 1940 flog Braniff mit Douglas DC-3 von Brownsville – Corpus Christi – San Antonio – Austin – Fort Worth – Dallas Love Field und weiteren Zwischenlandungen nach Chicago.
Eastern Air Lines kam im April 1939 mit direkten DC-3-Flügen vom Flughafen New York Newark über eine Reihe von Zwischenstopps in Corpus Christi an, wobei dieser Dienst mit dem Flug von Pan Am nach Mexiko-Stadt verbunden war. 1958 flogen Eastern mit Convair 440 von Brownsville über Corpus Christi und Houston Hobby und weiteren Zwischenlandungen nach Atlanta.
Pan Am flog 1947 Douglas DC-3 zwischen Houston und Mexiko-Stadt über Corpus Christi mit täglichen Hin- und Rückflug, wobei die Fluggesellschaft „Sun Ray Clipper“ als Name für diese Flugverbindung einsetzte.
Die Marine übergab 1947 einen ihrer Flugplätze, Cuddihy Field weiter draußen an der Old Brownsville Road in der Nähe von Oso Creek, an die Stadt. In den 1950er Jahren umfasste der Flughafen mehr als 400 acres (etwa 162 ha), konnte aber nicht weiter wachsen. Der Neubau begann 1958 und am 6. August 1960 wurde der neue 6 Millionen US-Dollar-Flughafen Corpus Christi mit einer Größe von 1800 Acres (728 ha) in der Gegend von Clarkwood eröffnet.
Im Jahr 1952 flogen die Douglas DC-3 der Trans-Texas Airways (TTa) eine Route mit mehreren Stopps von Brownsville nach Houston.
Bis 1963 wurden die meisten TTa-Flüge zum Flughafen mit Convair 240 direkt nach Houston, Dallas, San Antonio, Austin, Fort Worth, Harlingen, McAllen und Victoria durchgeführt. TTa Douglas DC-3 flogen auch eine Route von Corpus Christi nach El Paso. Bis 1969 hatte TTa seinen Namen in Texas International Airlines geändert, die weiterhin mit McDonnell Douglas DC-9-Jets nach Corpus Christi flog.
Das Jet-Zeitalter begann hier Eastern mit Boeing 727-100. Braniff BAC One-Eleven flog zum Houston Hobby Airport und nach San Antonio. (1965 war die Landebahn noch 5600 Fuß hoch). 1966 betrieb Braniff Lockheed L-188 Electra auf einer Route von Corpus Christi – Flughafen Houston Hobby – Dallas Love Field – Oklahoma City – Wichita – Kansas City – Flughafen Chicago O’Hare einsetzte. Ebenfalls 1966 führte Trans-Texas Airways zusätzlich zu Convair 600-Turboprop-Flügen ohne Zwischenstopp nach Houston, San Antonio und Harlingen den Nonstop-Douglas DC-9-10-Jet-Service zum Houston Hobby Airport ein. 1968 betrieb TTa einen Nonstop-Jet-Service vom Typ DC-9 zum Flughafen von Harlingen und Houston Hobby.
Southwest Airlines flog ab 1. März 1977 als innerstaatliche Fluggesellschaft nach Corpus Christi und betrieb 1979 täglich sechs Boeing 737-200 nonstop zum Houston Hobby Airport (HOU); es flog auch am Wochenende nonstop nach Dallas Love Field (DAL) und San Antonio (SAT)
1982 stellte Braniff International sein Geschäft ein, während Texas International mit Continental Airlines verschmolzen wurde. In den 1980er-Jahren American Airlines Boeing 727-100s and 727-200s flew nonstop to Dallas/Fort Worth (DFW) with a total of three flights a day with an American 727-200 also flying to DFW via a stop in Austin. Continental Airlines had four daily 727 and DC-9 nonstop to Houston Intercontinental (IAH) while Pan Am Express operated by Emerald Air via a code sharing agreement with Pan Am operated three Douglas DC-9-10s a day to IAH. By 1984, Austin-based Emerald Air was operating as an independent carrier with up to ten DC-9 jet and Fairchild Hiller FH-227 turboprop departures a day nonstop to Dallas/Fort Worth (DFW), Houston (IAH), and McAllen.[33]
Im Jahr 1985 führte United täglich zwei Direktflüge nach Denver durch, wobei beide Dienste in Austin Halt machten, wobei Boeing 727-100 und 727-200 auf der Strecke geflogen wurden. United zog sich dann aber 1987 zurück.
Pan Am kehrte 1985 nach Corpus Christi zurück, stellte dann aber 1986 seine Flüge ein. Ihre Boeing 727-200 flogen zuerst Corpus Christi – Dallas/Fort Worth – New York Kennedy Airport (JFK), dann auch Flüge von Corpus Christi – Houston Intercontinental – Washington Dulles Airport (IAD) durchführt. Ebenfalls 1985 betrieb Eastern einen täglichen Boeing 727-200-Dienst auf einer Route von Corpus Christi – San Antonio – Atlanta – New York LaGuardia – Montreal.
1989 hatte American Airlines fünf tägliche McDonnell Douglas MD-80 Nonstop-Verbindungen nach Dallas/Fort Worth, während Continental und Continental Express insgesamt sechs Nonstops pro Tag nach Houston Intercontinental (Continental mit Boeing 727-100, 727-200 und Douglas DC-9-10 und Continental Express mit Britt Airways ATR 42) betrieben, während Southwest war mit Boeing 737-200 und 737-300 acht Mal am Tag nonstop nach Houston Hobby fliegen.
Im Jahr 1999 flog Delta Connection mit Canadair CRJ-200-Regionaljets nonstop nach Atlanta. Ebenfalls im Jahr 1999 führte Continental einen Hauptlinienjet-Flug pro Tag nach Houston Intercontinental (IAH) durch, während Continental Express mit Embraer ERJ-145-Regionaljets und ATR 42-Turboprops neun Nonstops pro Tag nach Houston (IAH) flog. Im Jahr 2010 fusionierte Continental mit United Airlines und der Continental Express Service von Corpus Christi wurde dann als United Express betrieben.

## Flugbetrieb
Im Jahre 2022 wurden 679.885 Passagiere befördert. Im selben Jahr haben 75.079 Flugbewegungen stattgefunden, davon 401 lokale Bewegungen, 13.132 Zwischenlandungen, 8.585 Air-Taxi-Flüge, 46.720 militärische Flüge und 6.241 Frachtflüge. 25 einmotorige und 15 zweimotorige Turboprop-Flugzeuge, 8 Jetflugzeuge waren 2022 hier stationiert.
Die wichtigsten Fluggesellschaften derzeit am Flughafen sind American Airlines, Southwest Airlines und United Airlines.